# قلمرو اوگاکی
قلمروی اوگاکی (به ژاپنی: 大垣藩 Ōgaki-han) یک هان (ژاپن) در دوره ادو بود که با ولایت مینو و امروزه با اوگاکی، گیفو در استان گیفو مطابقت دارد.